# Lipnický ležák
Lipnický ležák nebo Svatovar je značka piva vyráběného v rodinném minipivovaru v Lipníku nad Bečvou.

## Historie
Lipnčtí měšťané měli právo várečné již v době předhusitské,
V roce 1684 byl založen Měšťanský pivovar. V roce 1886 pak První parní pivovar společenský jako jeho český protějšek. V roce 1914 se oba zdejší pivovary spojily a vzniklo Družstvo pivovarské, avšak již v roce 1917 ho odkupuje konkurenční přerovský pivovar. Tak v Lipníku zaniklo pivovarnictví.
Tuto tradici obnovili až v roce 2003 Pavel Adámek a Radek Sekanina, kteří založili První soukromý pivovar společenský v Lipníku. Od roku 2004 začali své pivo prodávat. V roce 2009 otevřeli pivovarskou restauraci. Od Vánoc 2010 používá pivovar pro své výrobky ochrannou známku Svatovar.

## Druhy piva Svatovar
Lipnické pivo se vyrábí v pěti variantách:
- světlá jedenáctka
- světlý ležák 12°
- polotmavý ležák 12°
- tmavý ležák 12°
- speciál 13° z mnichovského sladu

Kromě toho je příležitostně před Vánocemi a Velikonocemi v nabídce nakuřovaný 13° Svatovar rauch. Na jaře a v létě pak pšeničný Svatovar 11° a svrchně kvašený Svatovar Pale Ale 14°. Dále pak ochucené pivní nápoje.